# Xinhua (socken i Kina, Heilongjiang, lat 46,14, long 124,61)
Xinhua (kinesiska: 新华, 新华乡) är en socken i Kina. Den ligger i provinsen Heilongjiang, i den nordöstra delen av landet, omkring 160 kilometer väster om provinshuvudstaden Harbin. Antalet invånare är 31 672. Befolkningen består av 15 800 kvinnor och 15 872 män. Barn under 15 år utgör 12,0 %, vuxna 15-64 år 80 %, och äldre över 65 år 6,0 %. Xinhua ligger vid sjön Xinhua Hu.
Genomsnittlig årsnederbörd är 717 millimeter. Den regnigaste månaden är juli, med i genomsnitt 204 mm nederbörd, och den torraste är januari, med 5 mm nederbörd.